# 델보 (기업)

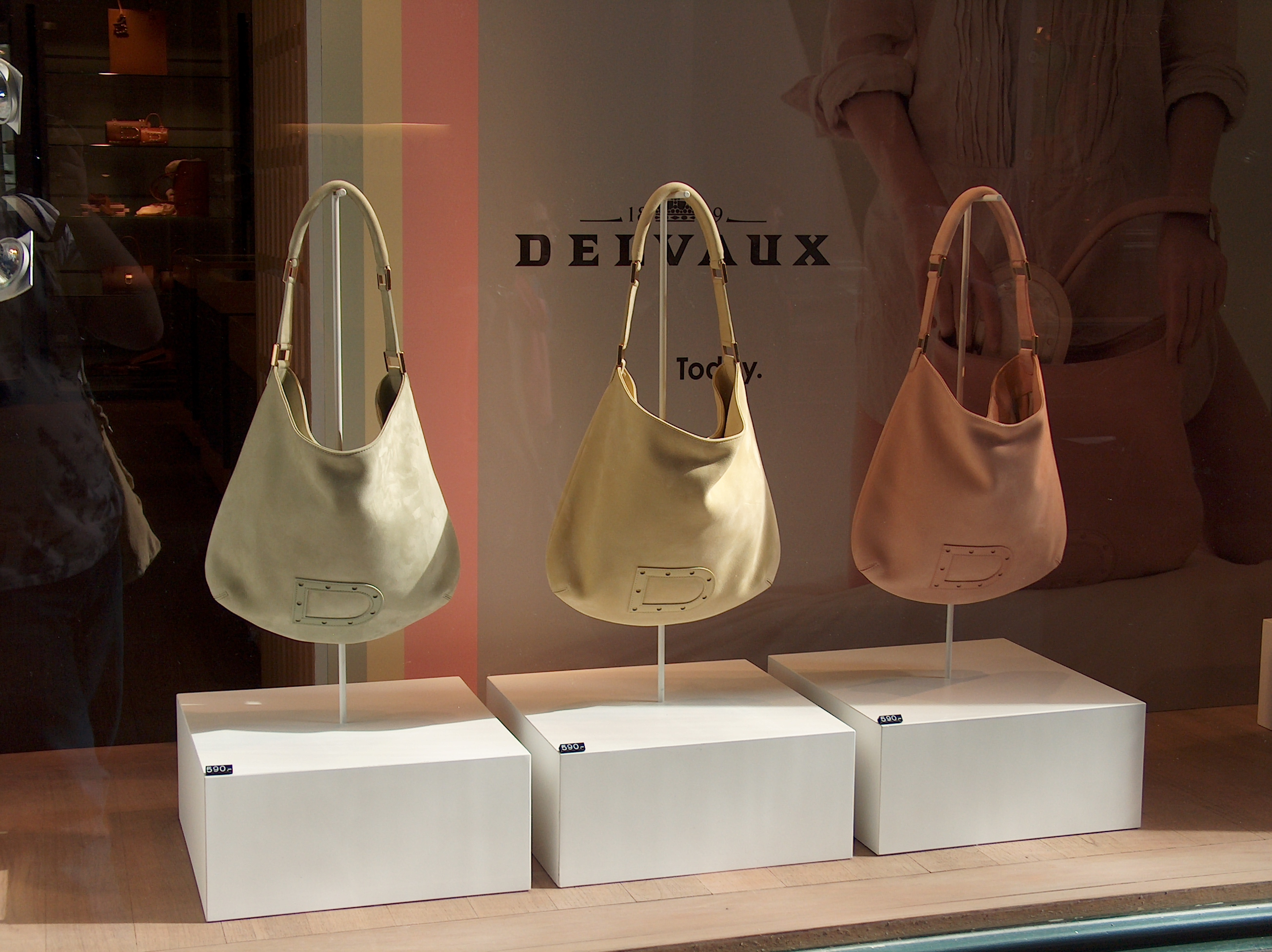
브뤼셀의 델보 부티크

델보(Delvaux)는 1829년 샤를 델보(Charles Delvaux)가 설립한 고급 피혁 사치품을 생산하는 벨기에 제조업체이다. 이 회사는 세계에서 가장 오래된 고급 가죽 명품 회사이다.

## 역사
벨기에가 독립을 선언하기 1년 전인 1829년, 샤를 델보는 벨기에 브뤼셀에 여행용품 공방과 매장을 열었다.
1883년, 델보는 벨기에 왕족에게 가죽 제품을 공급하기 시작하면서 "벨기에 왕실 공식 납품업체"라는 칭호를 부여받았다.
1908년, 델보는 핸드백에 대한 최초의 특허를 출원했다.
델보는 벨기에 법원의 왕실 조달 허가증 보유 기업이다.